# Truskavec (Ukrajina)
Truskavec (ukrajinsky Трускавець) je město a rekreační středisko v podhůří Karpat na západní Ukrajině. Truskavec leží na jihu Lvovské oblasti poblíž Drohobyče; jakožto město oblastního významu je vydělen z okolního Drohobyčského rajónu. V roce 2024 zde žilo 34 000 obyvatel.
První písemná zmínka je z roku 1469; původ názvu je předmětem sporů. V 18. století byla v okolí objevena ložiska ropy. Mezi světovými válkami byl Truskavec součástí II. Polské republiky; roku 1931 zde ukrajinští nacionalisté zavraždili polského politika Tadeusze Hołówku.
Truskavec má díky svým minerálním pramenům několik set let dlouhou lázeňskou tradici, která zaznamenala největší rozmach počátkem 20. století – tehdy se zde rekreoval např. Józef Piłsudski. Zejména v době prázdnin sem míří mnoho výletních vlaků nejen ze Lvova, ale i z Kyjeva, Charkova či Moskvy.

## Partnerská města

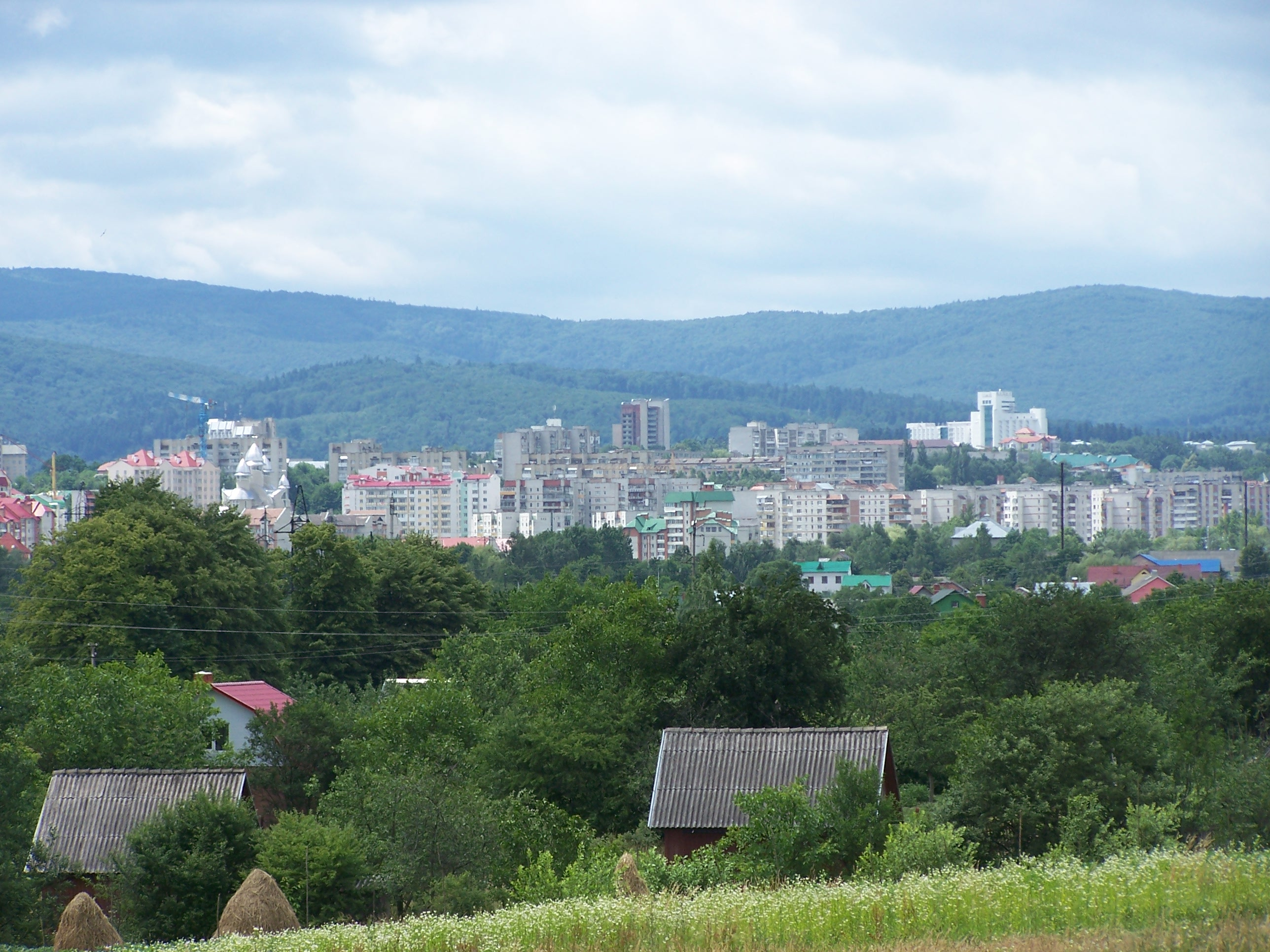
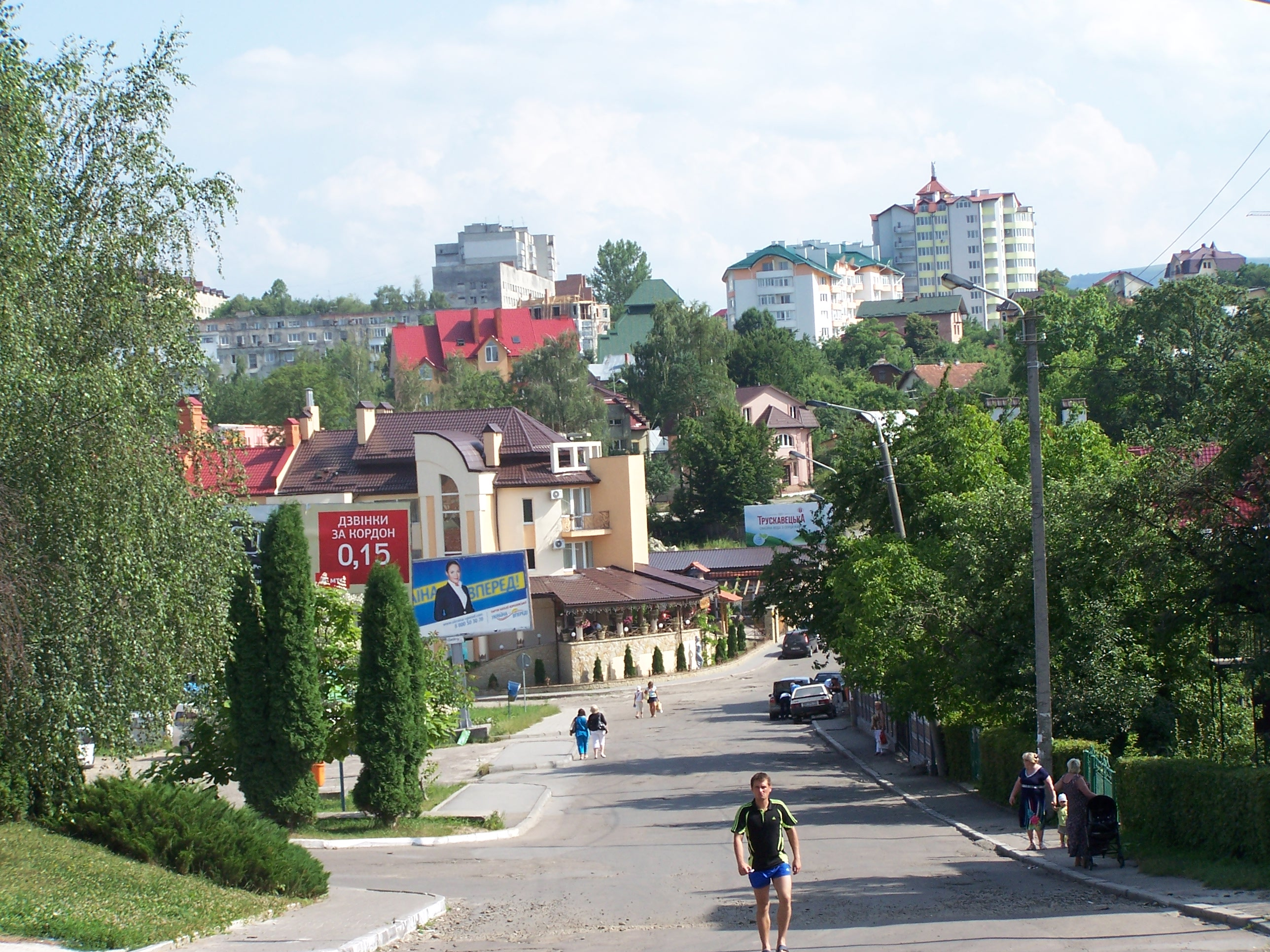
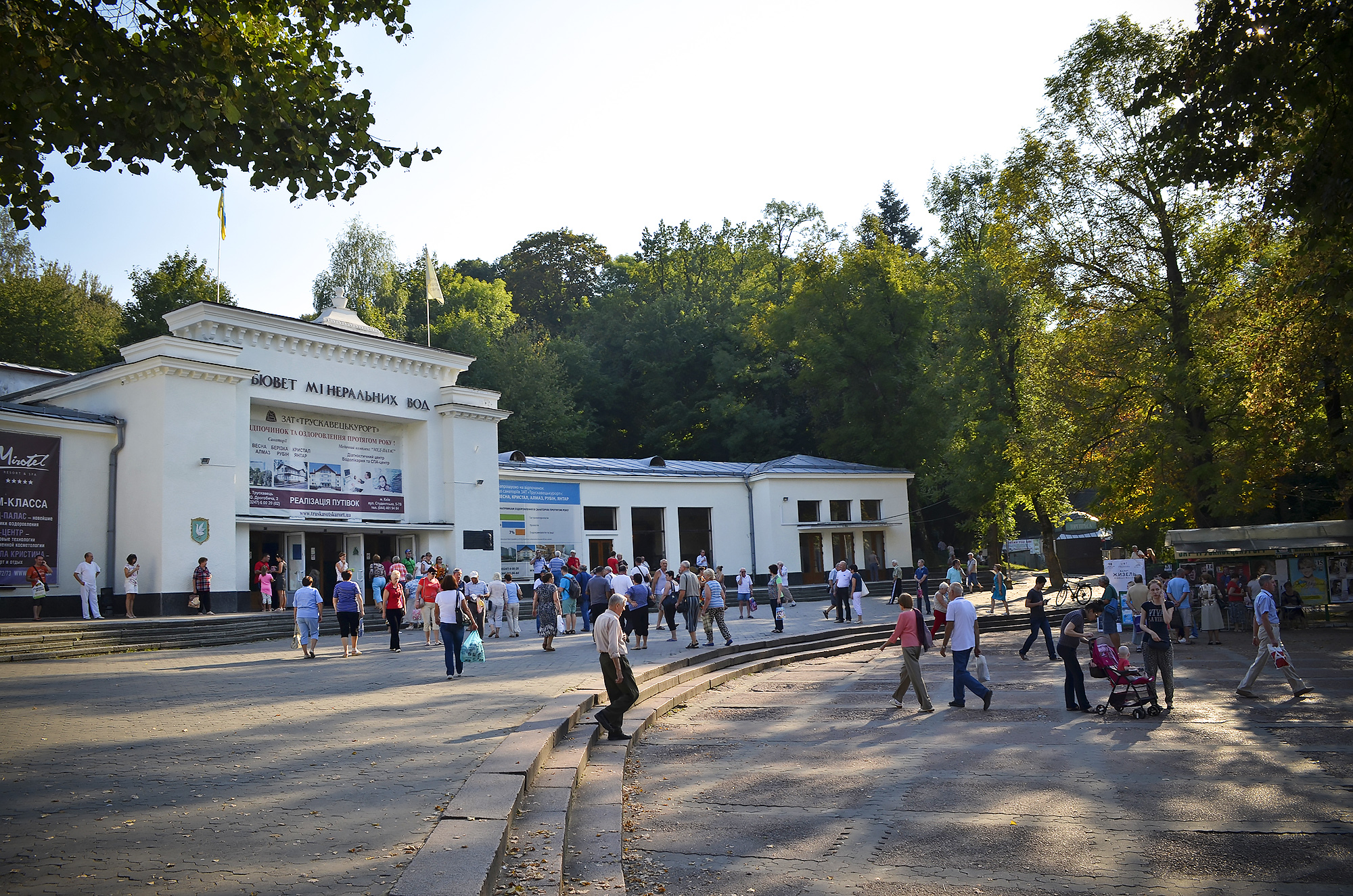
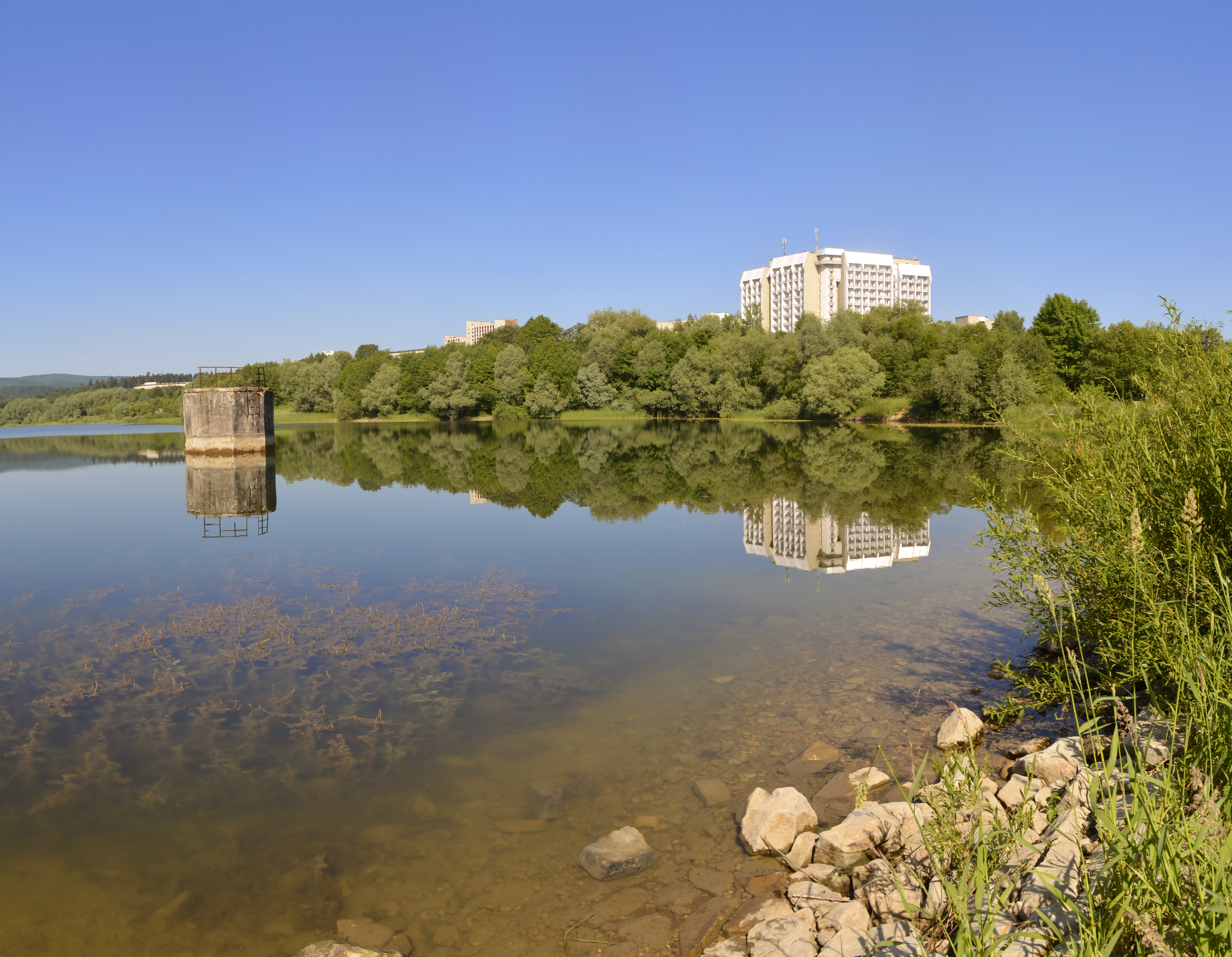
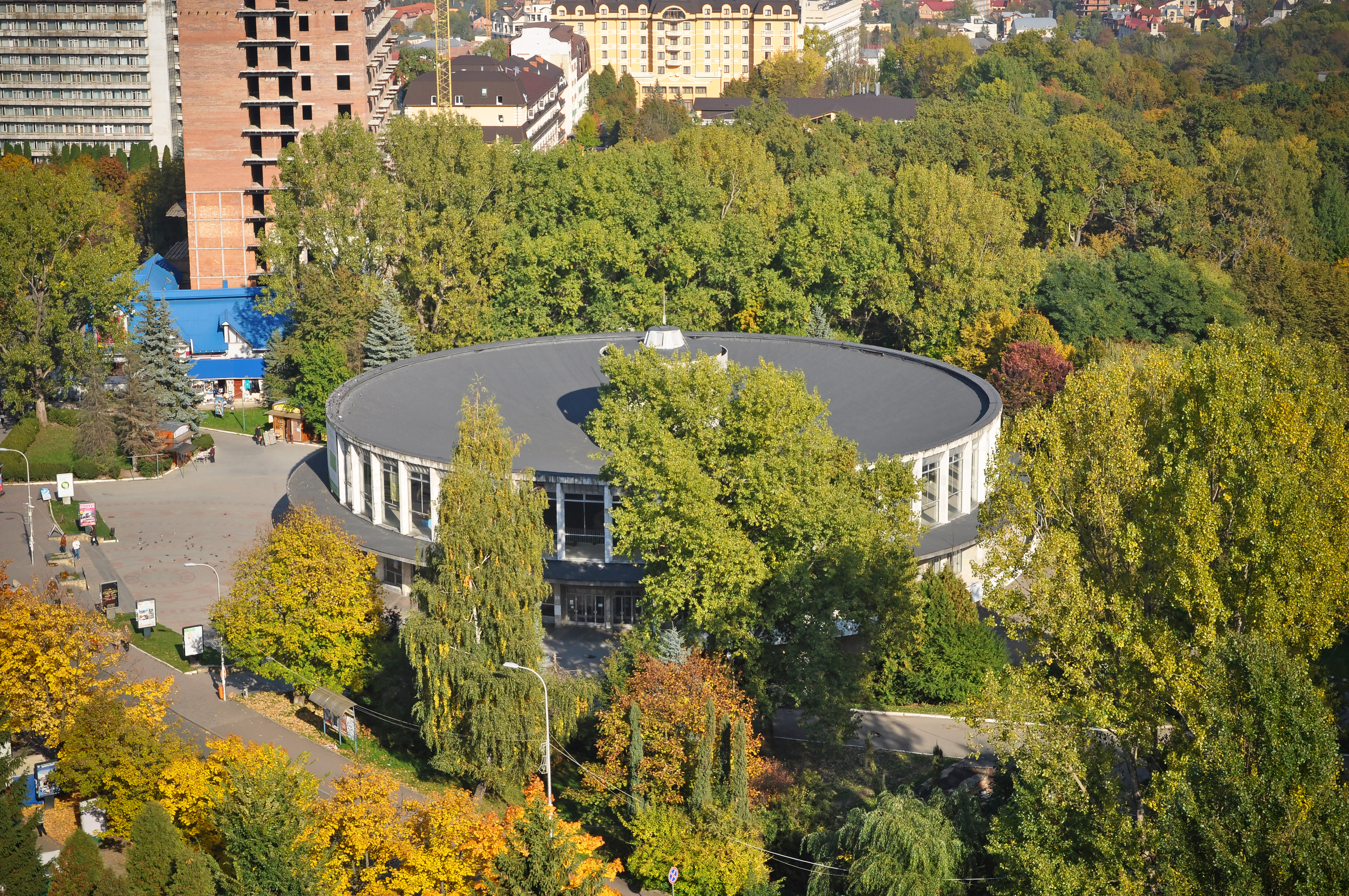

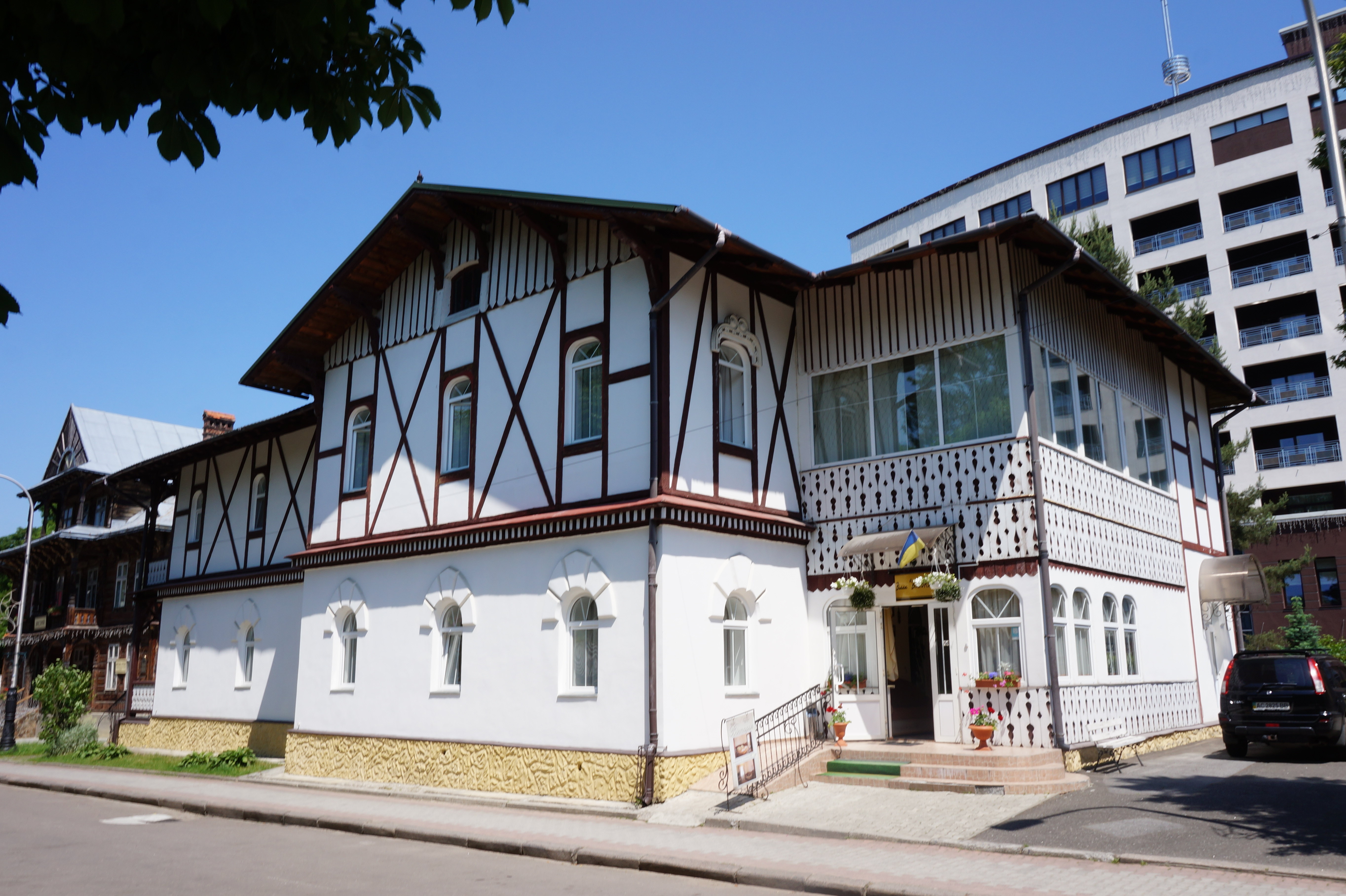
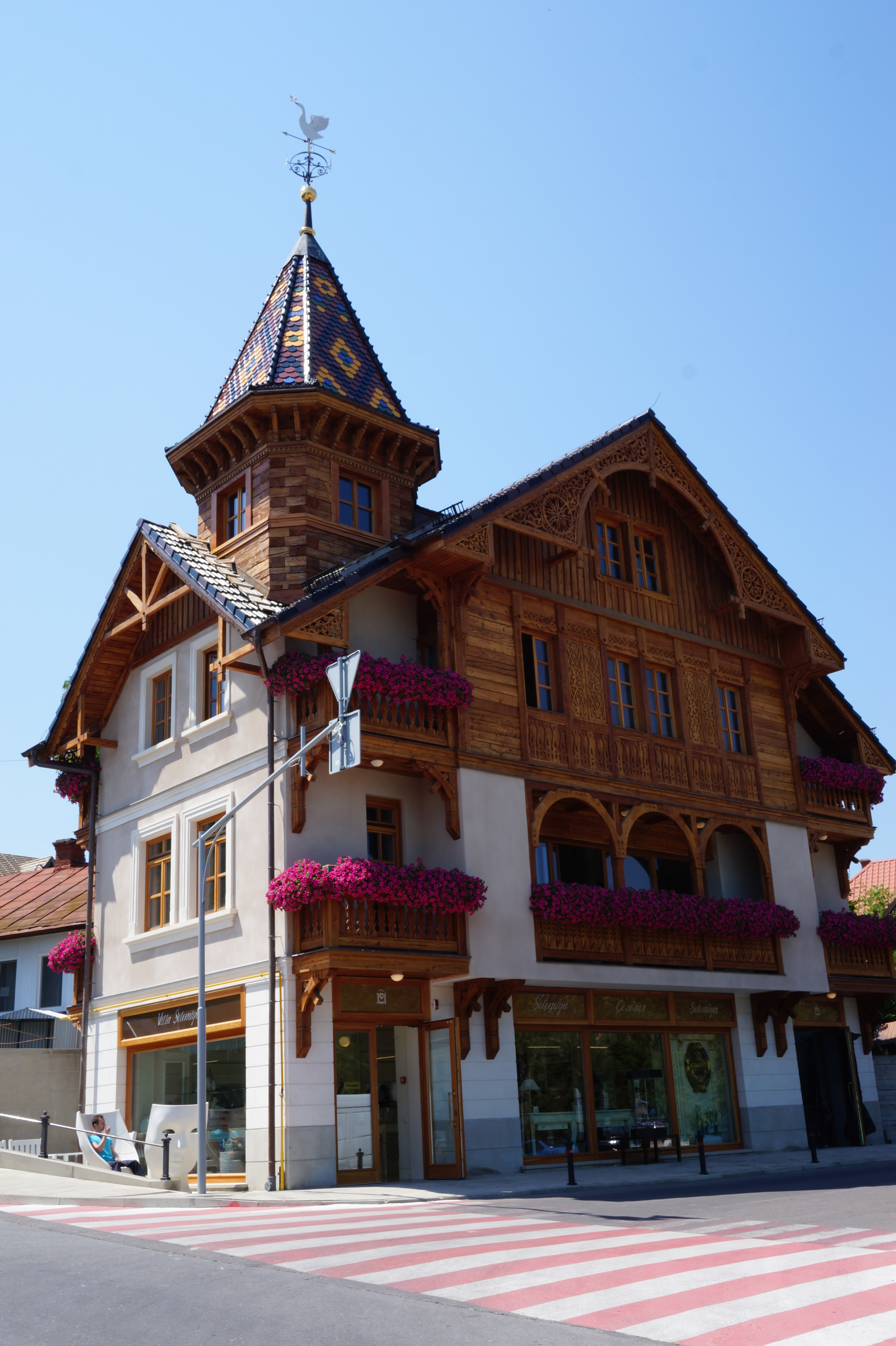
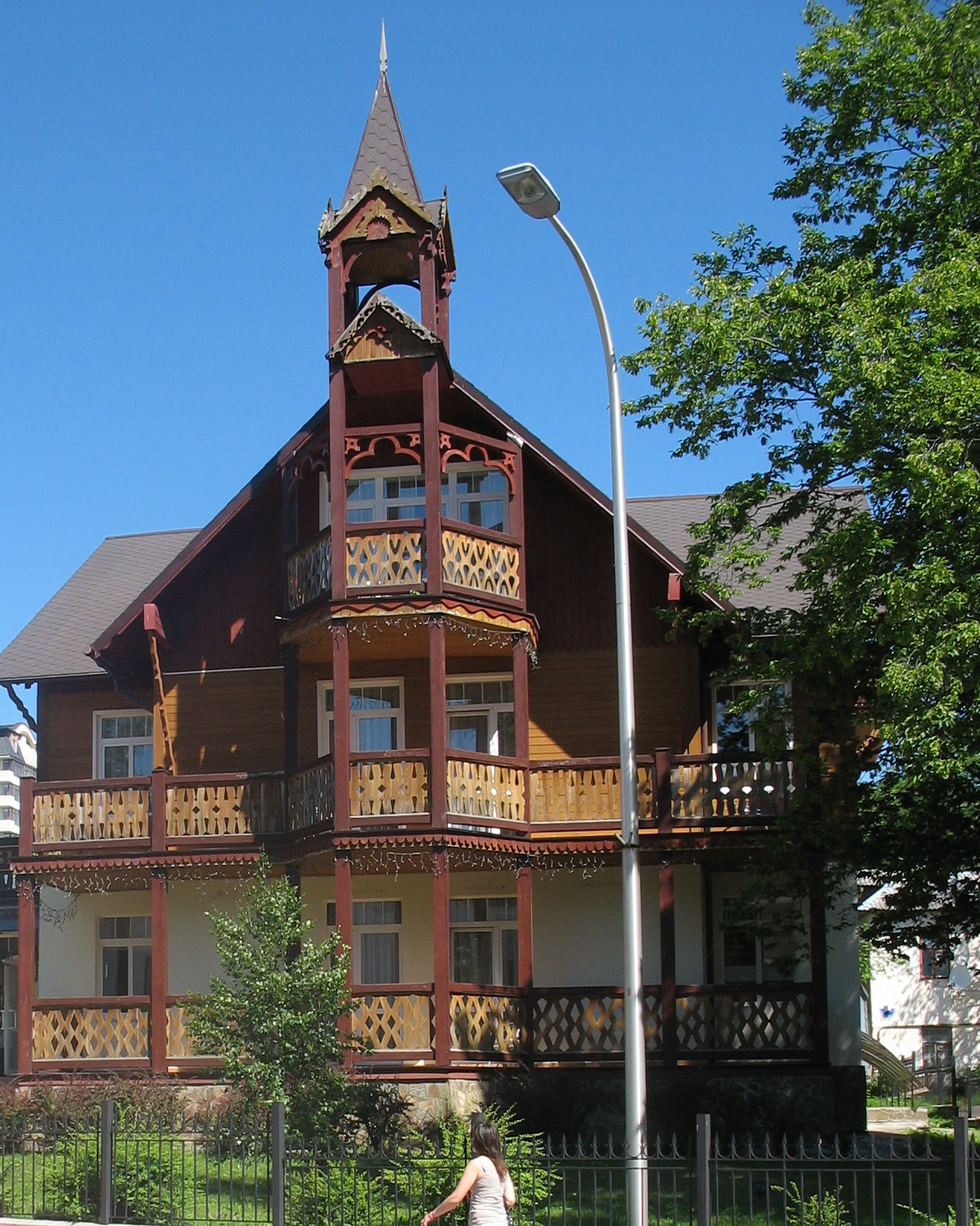
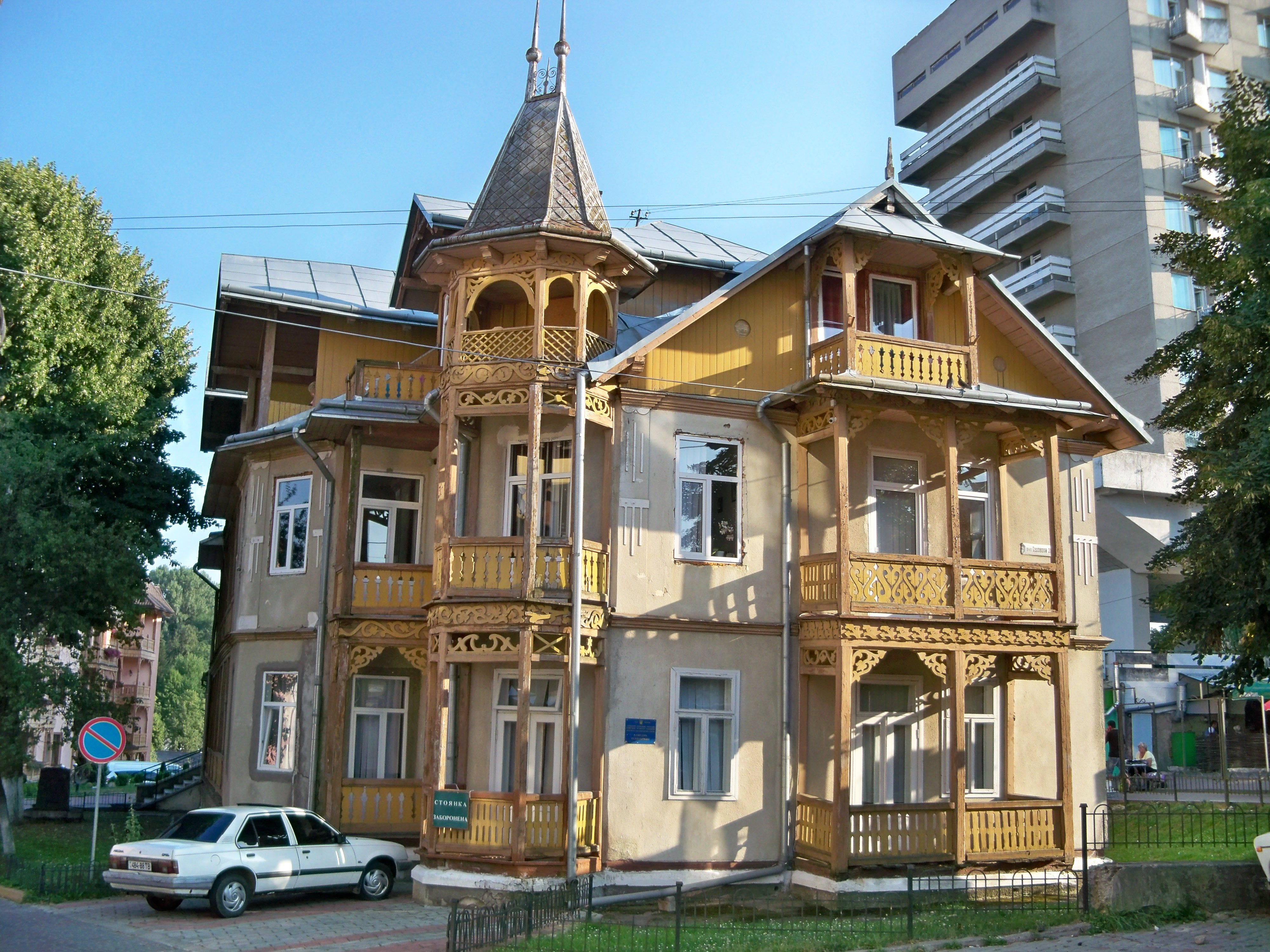
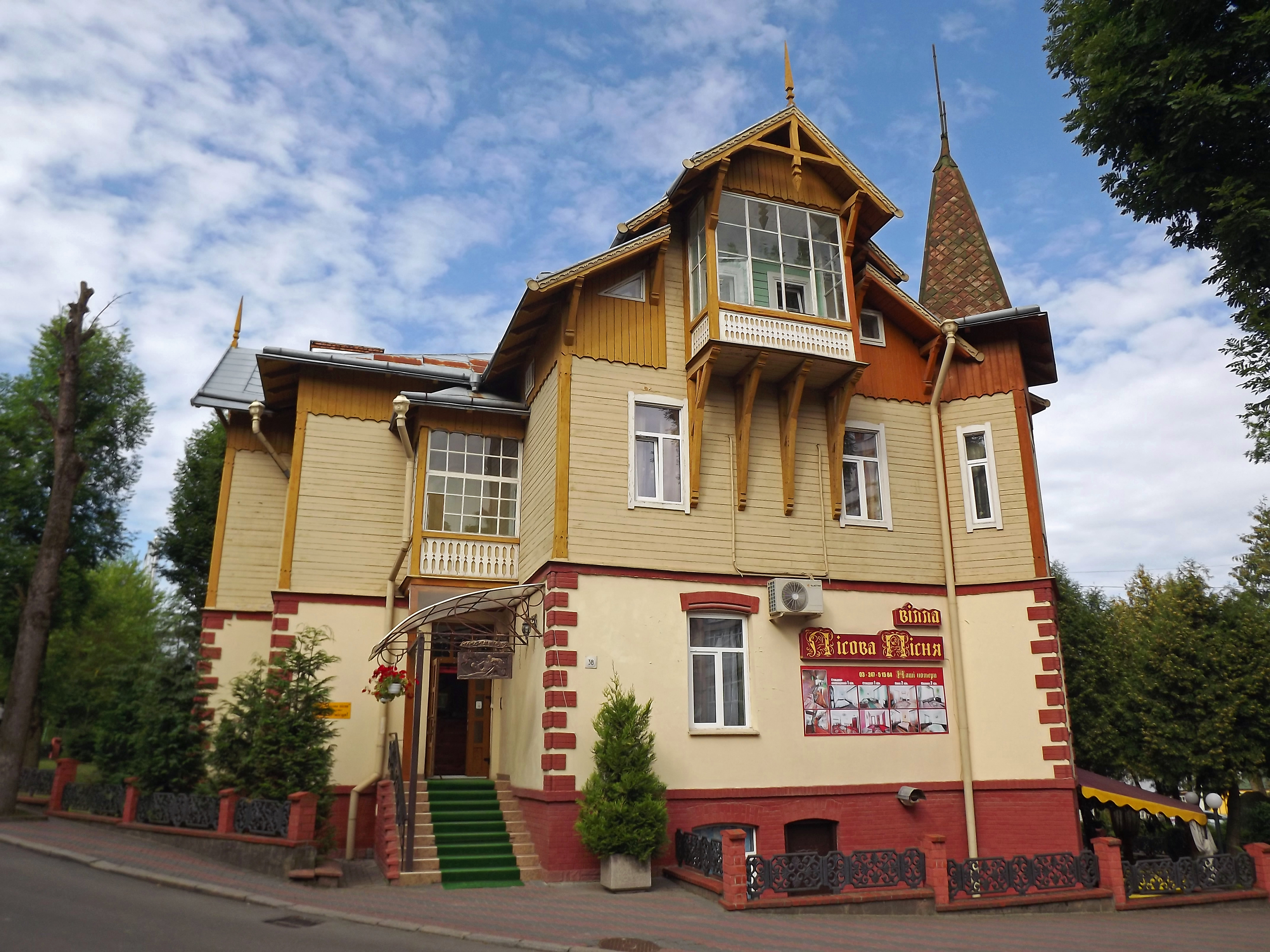
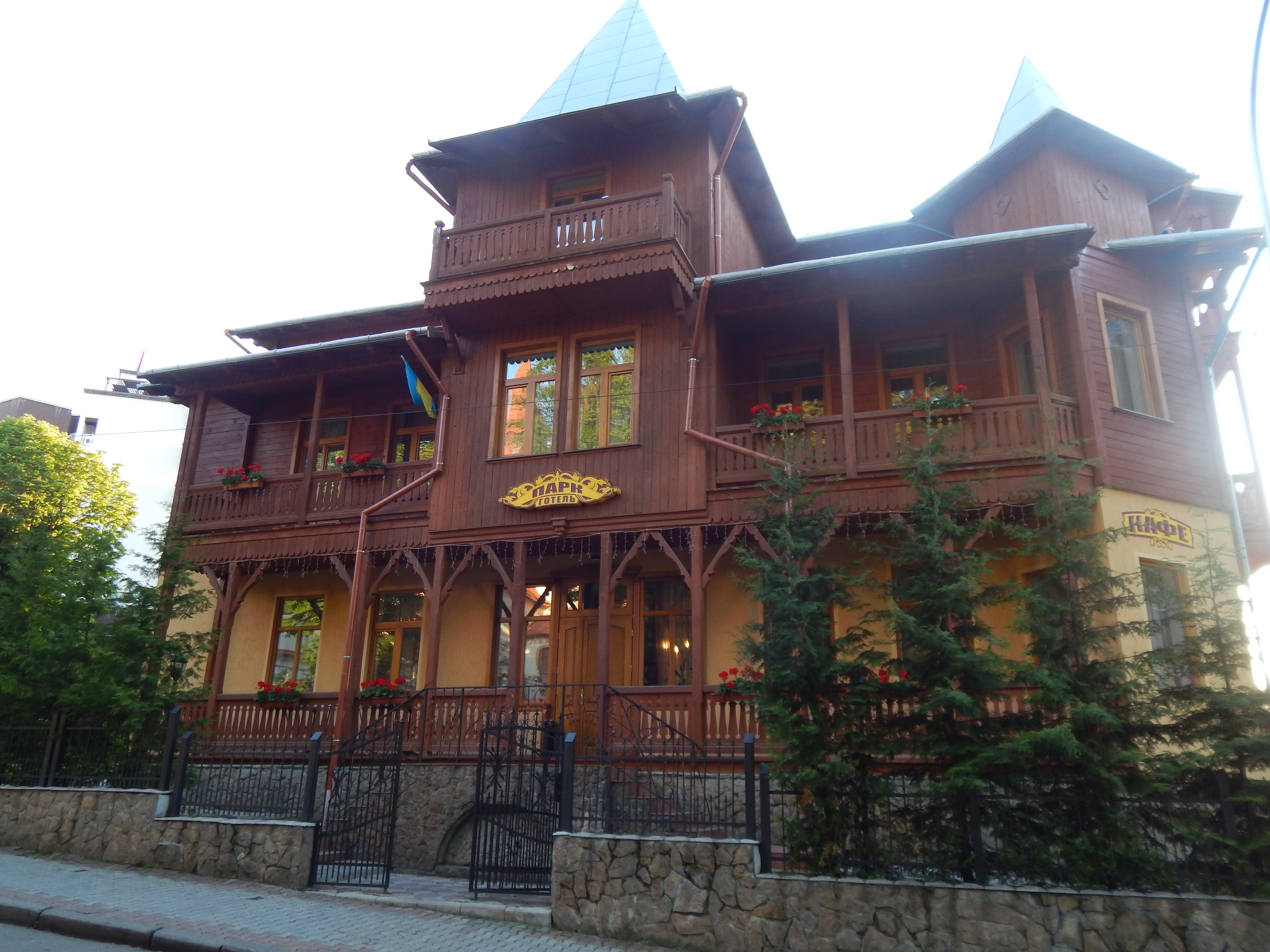

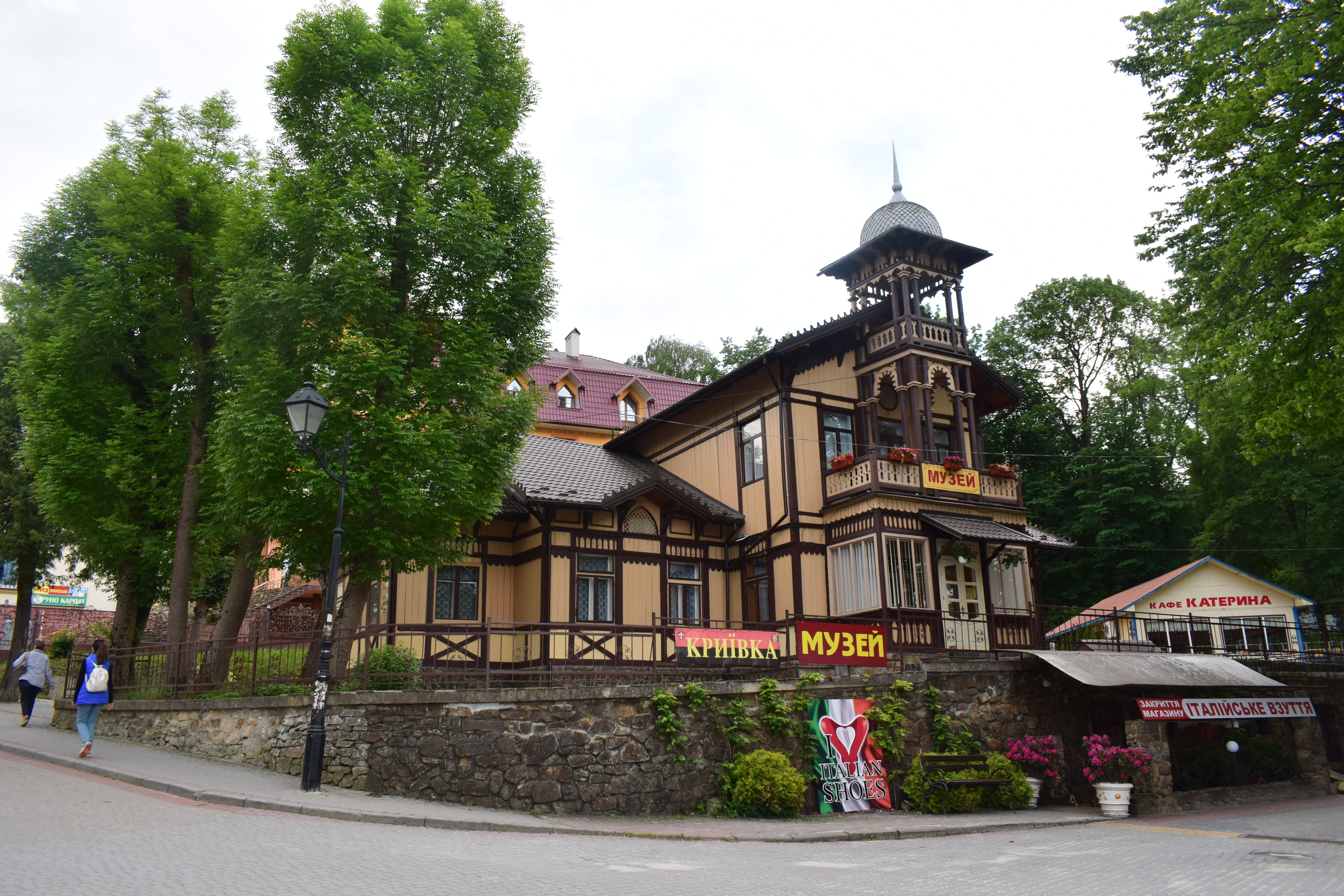
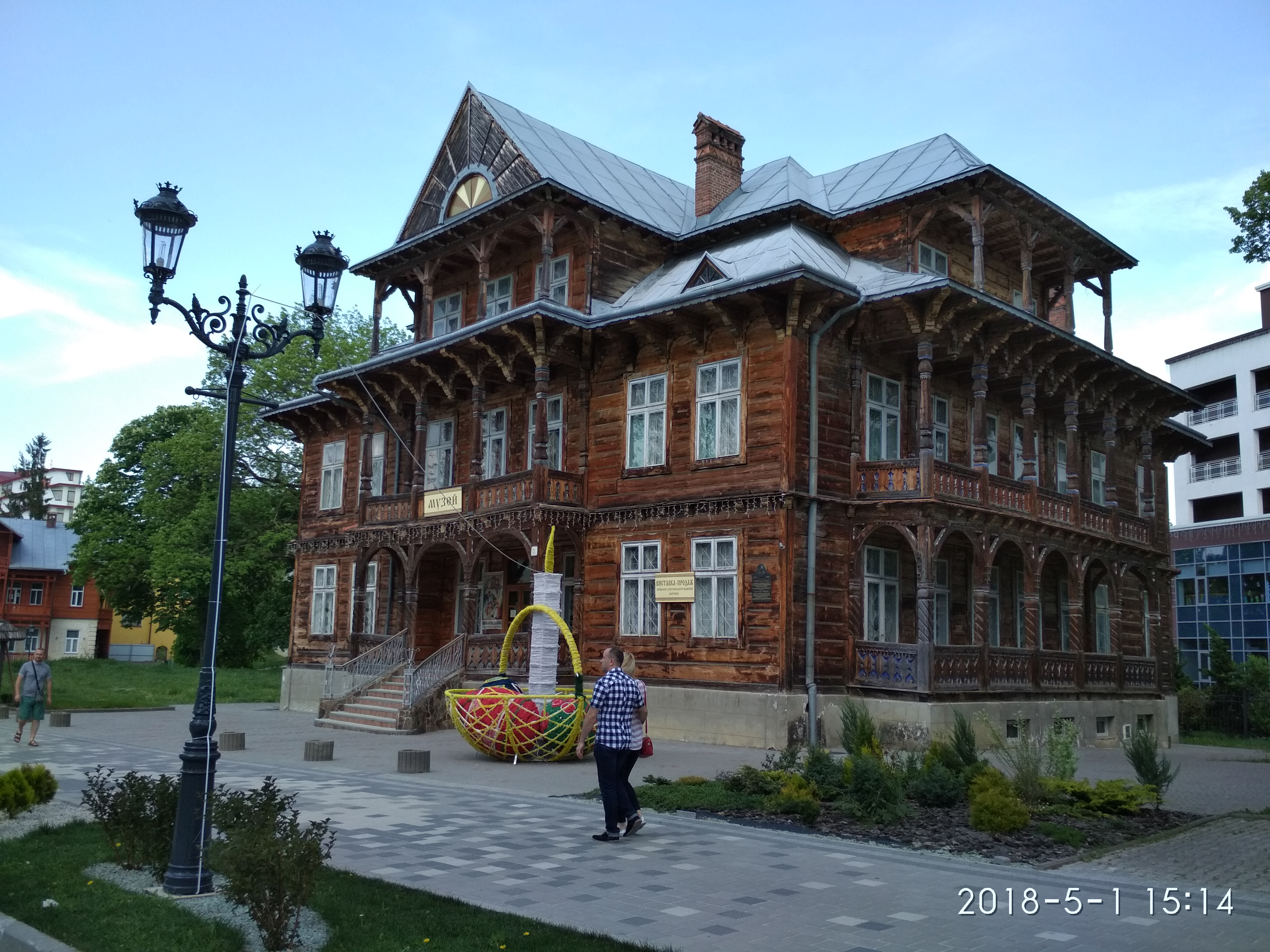
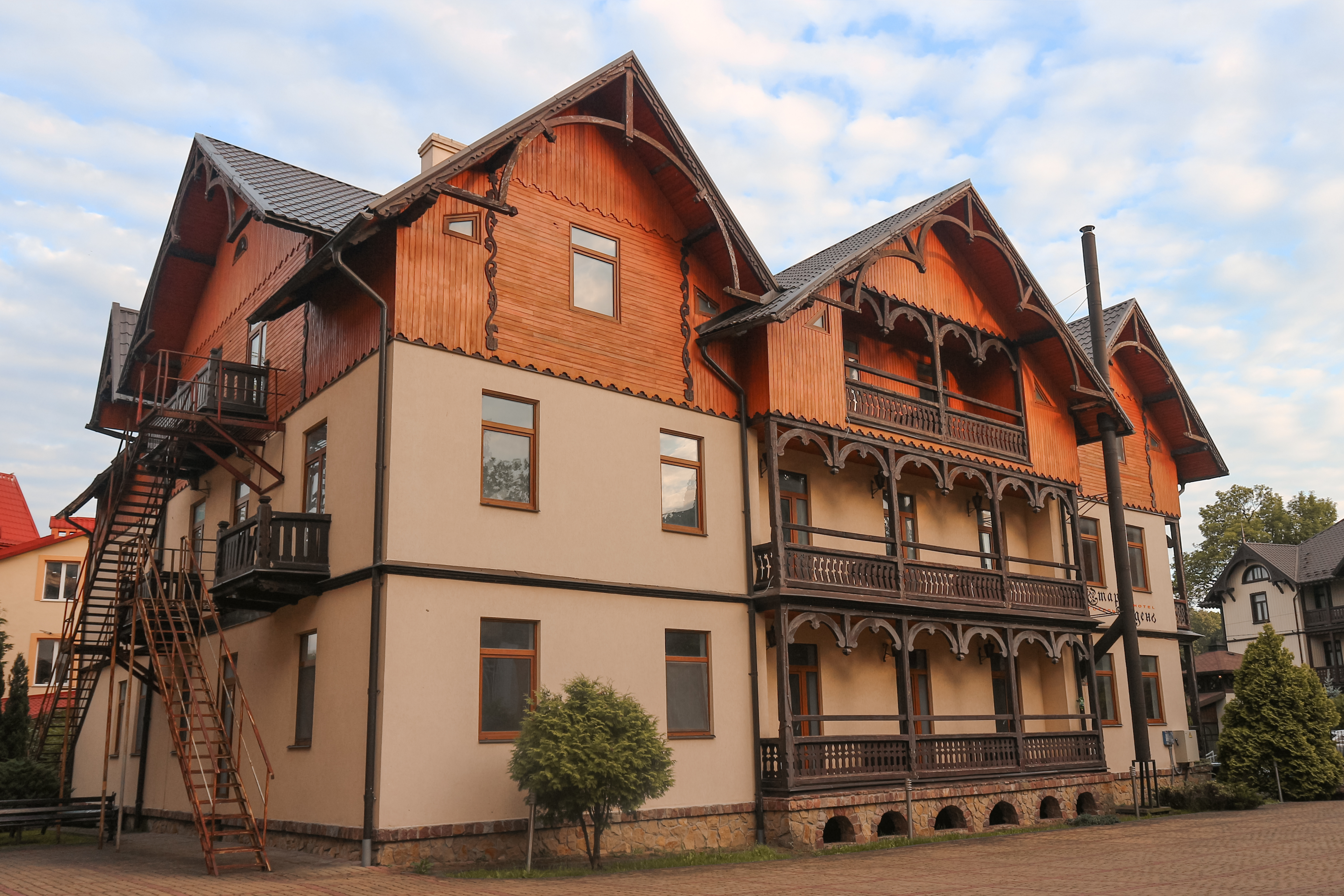
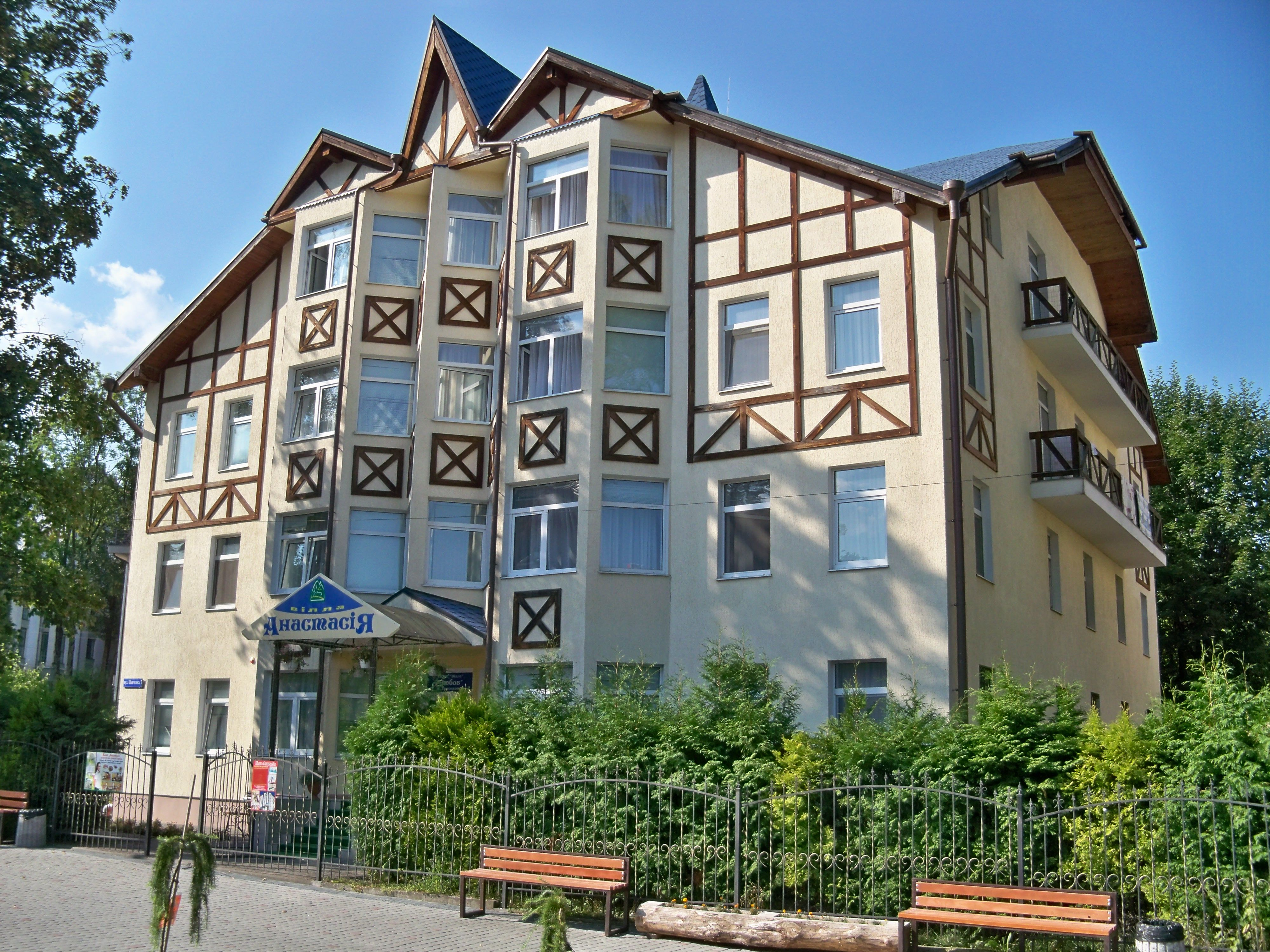
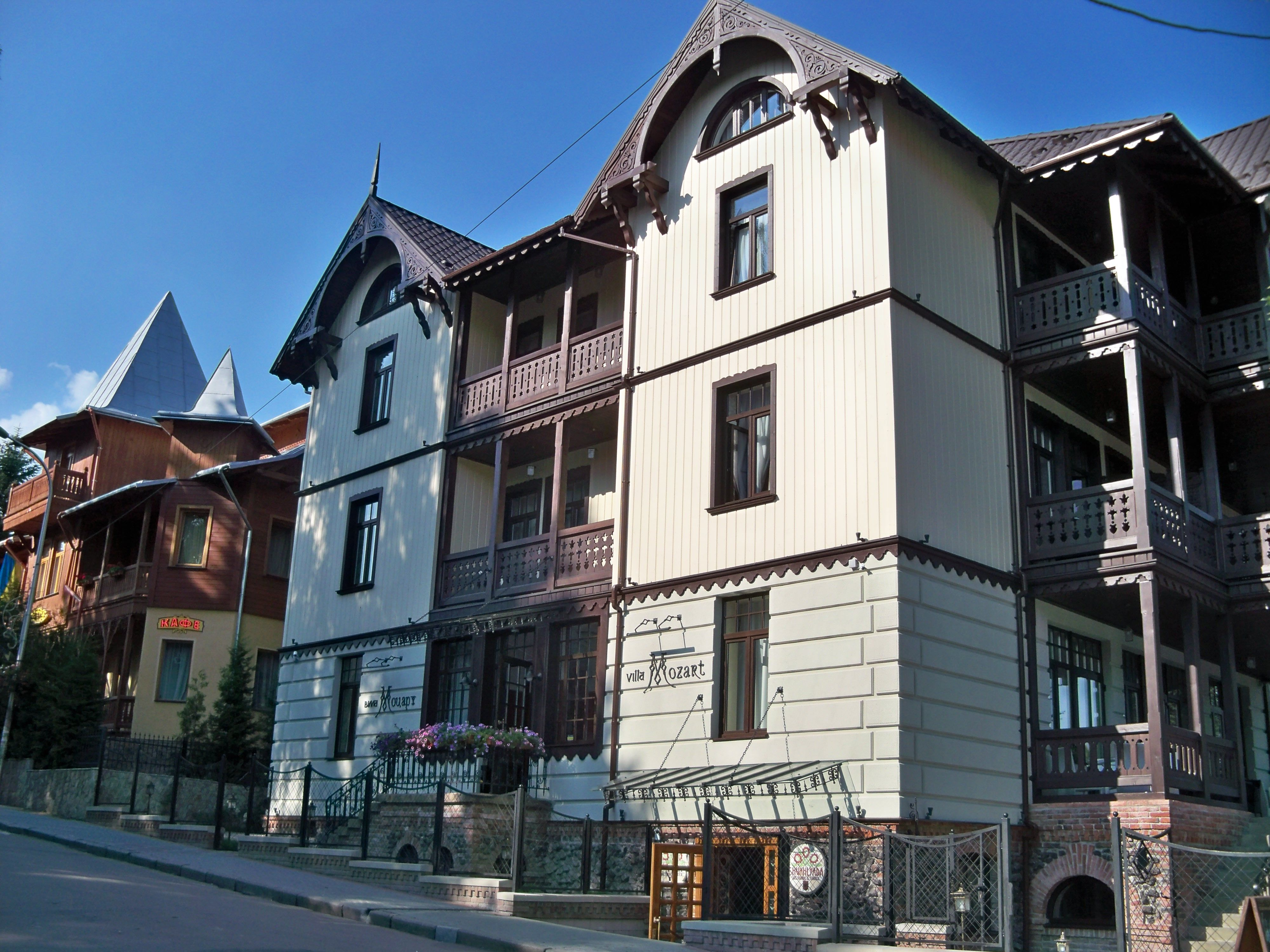

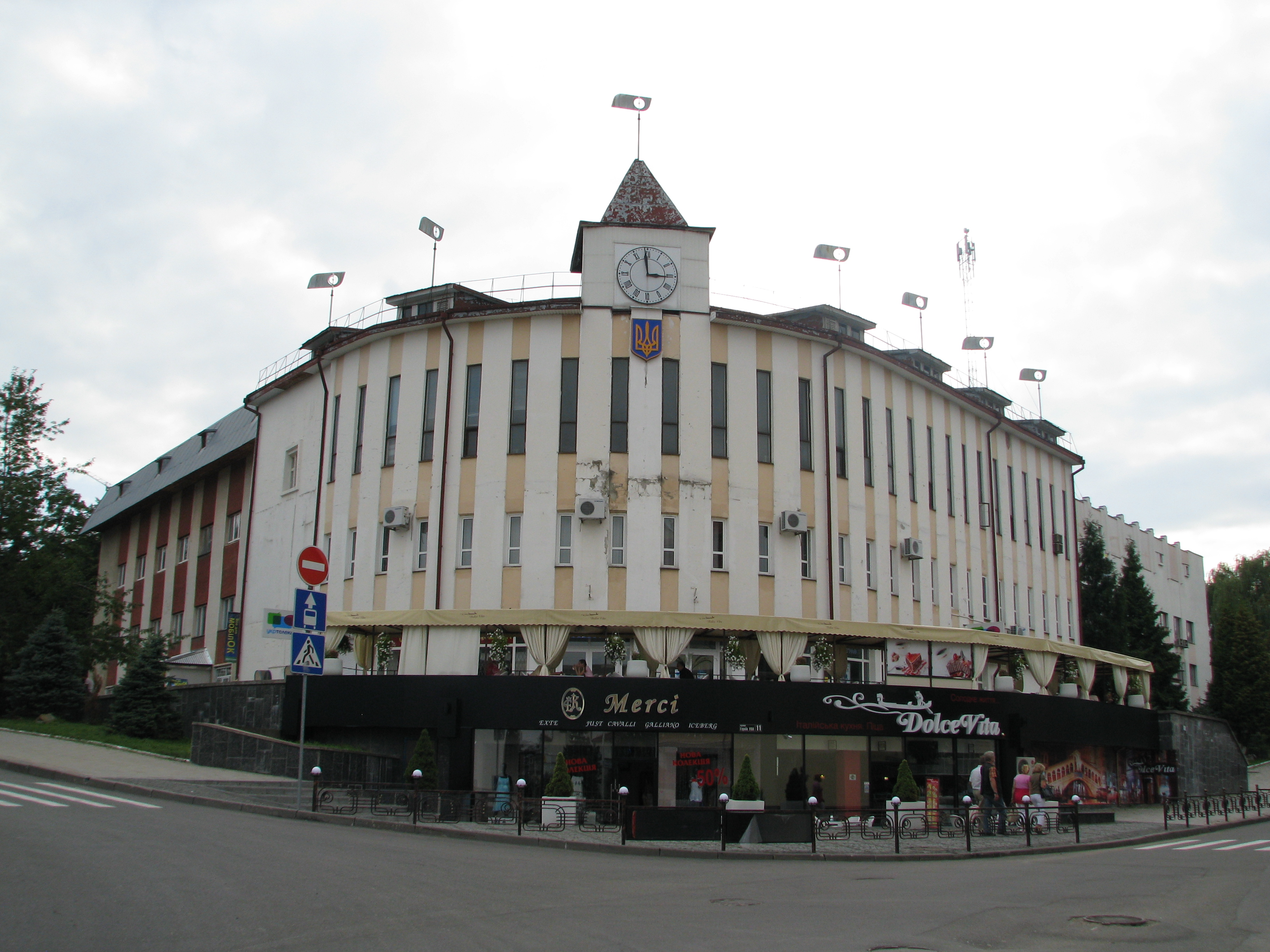
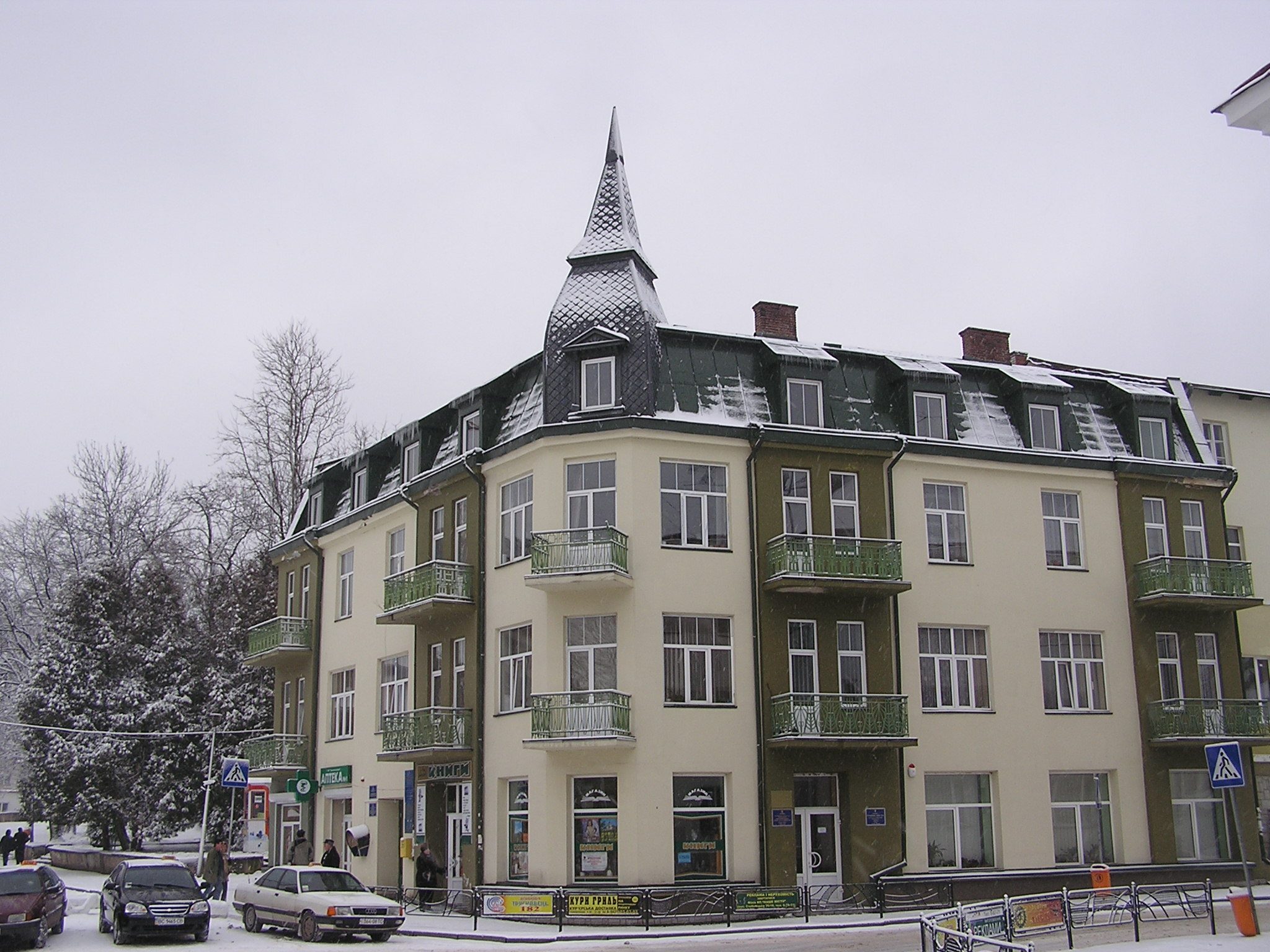
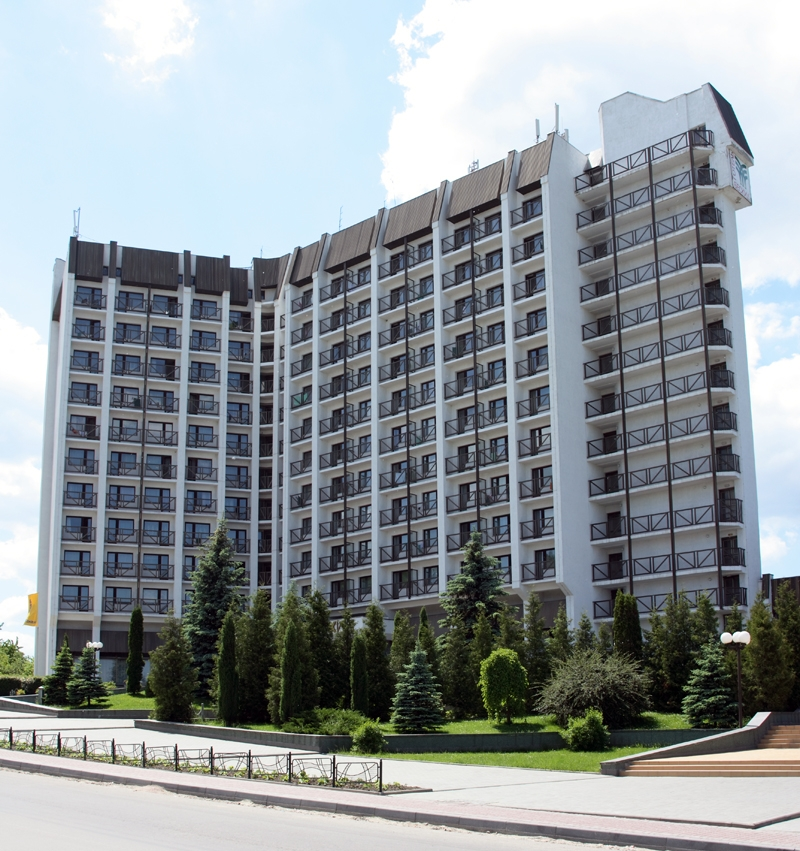
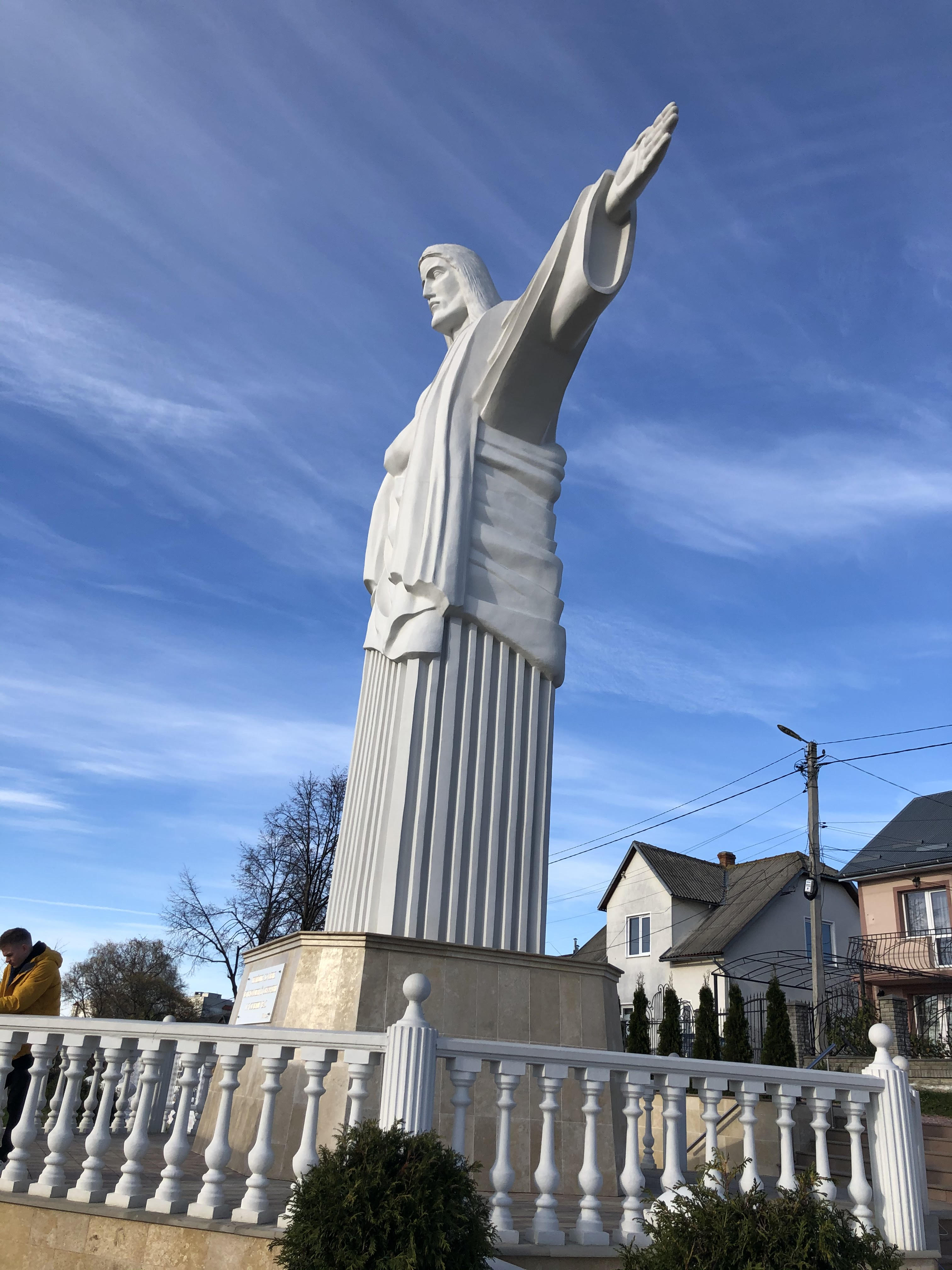
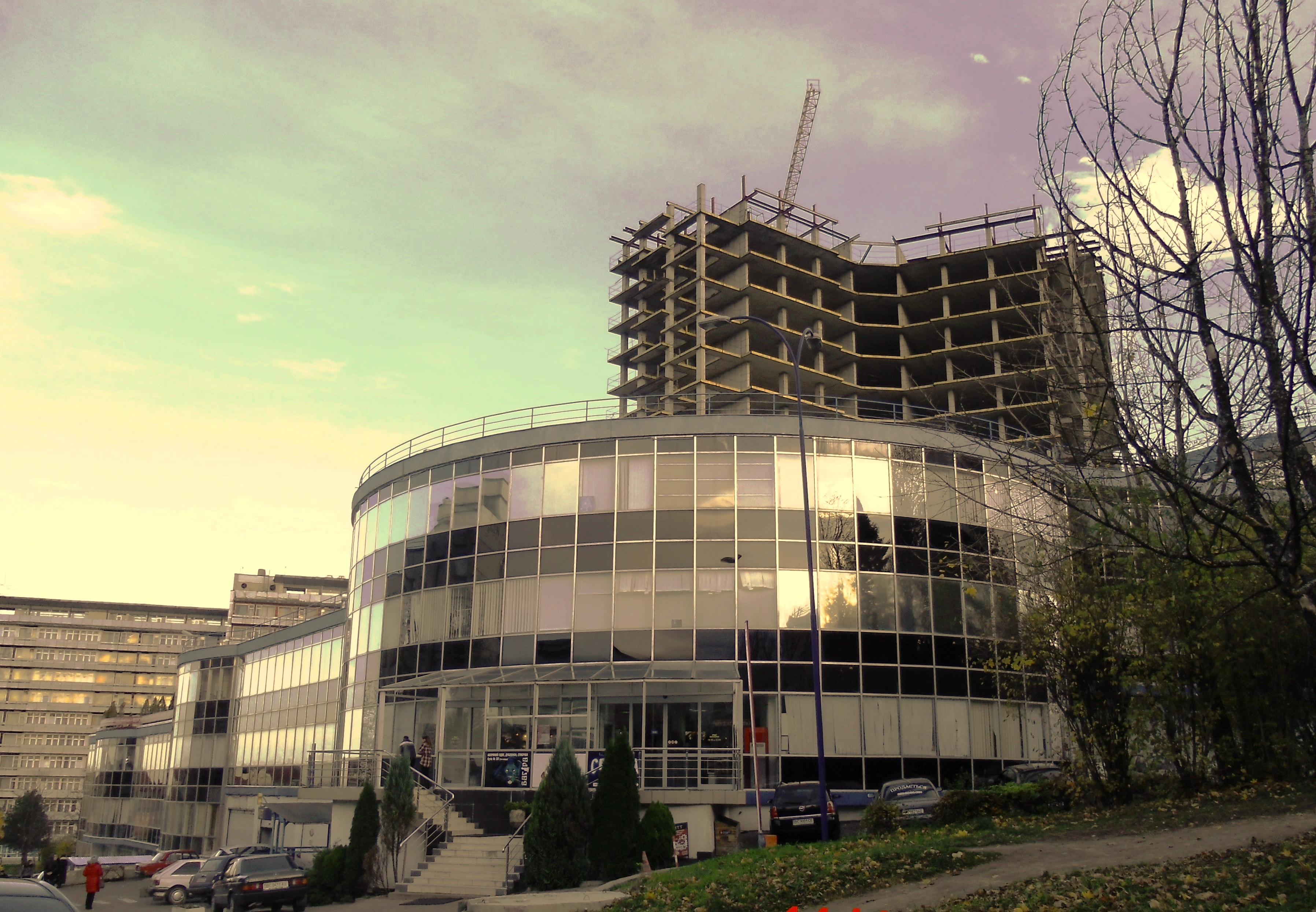
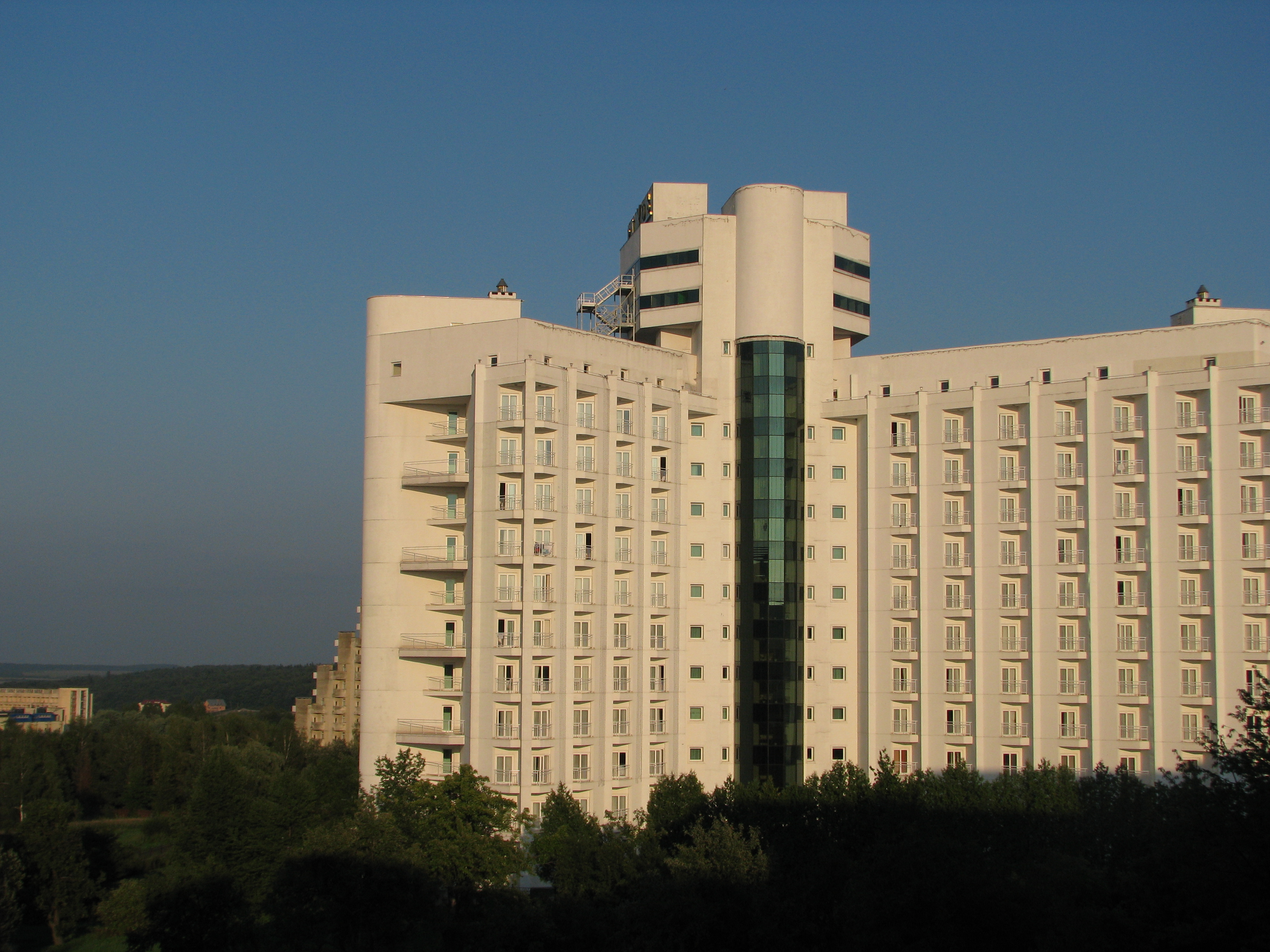

- Limanowa, Polsko
- Przemyśl, Polsko
- Druskininkai, Litva
- Ludza, Lotyšsko